# Bockstraße 5 (Quedlinburg)

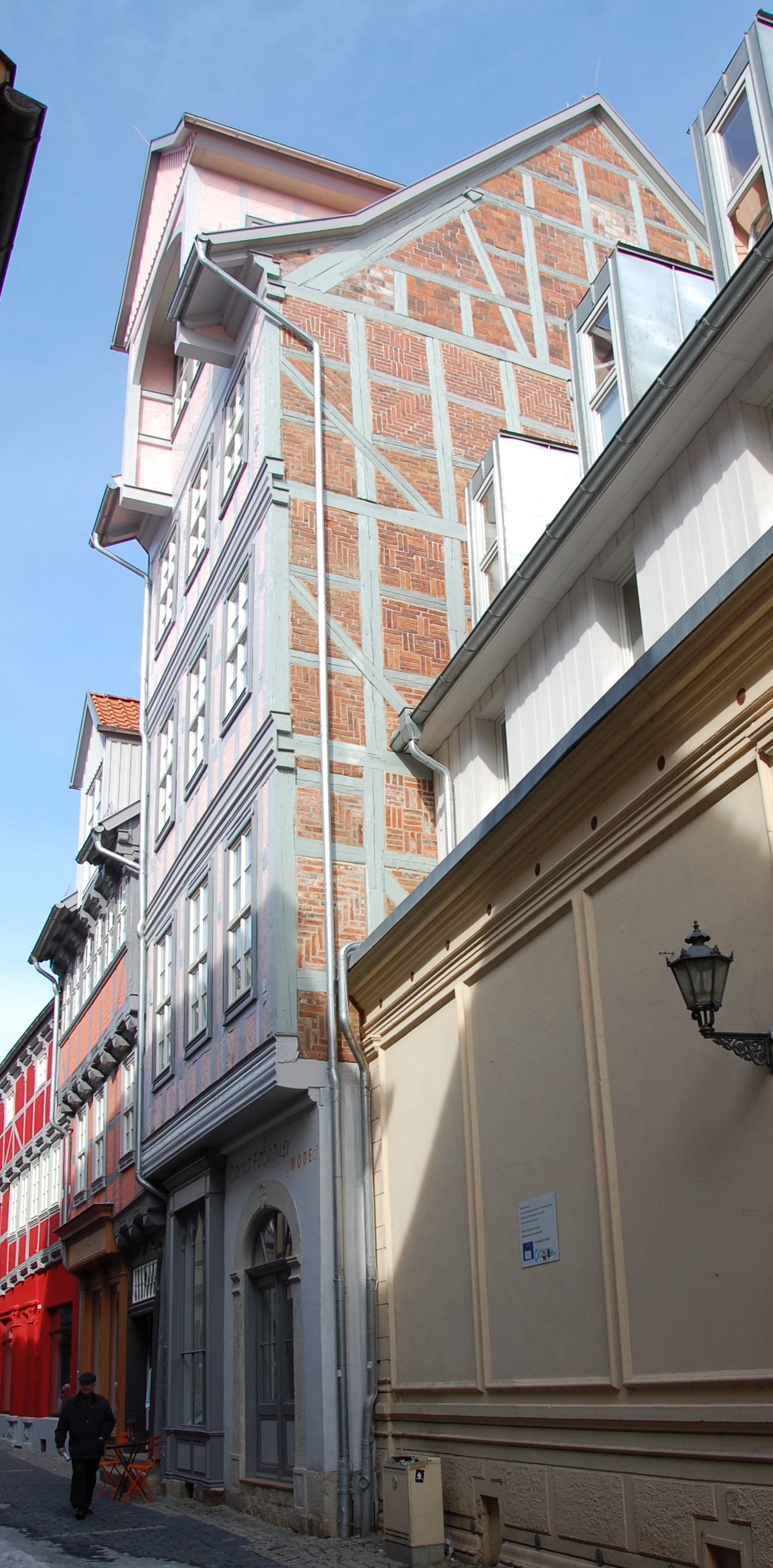
Häuser Bockstraße 5, Blick aus östlicher Richtung

Das Haus Bockstraße 5 ist ein denkmalgeschütztes Gebäude in der Stadt Quedlinburg in Sachsen-Anhalt.

## Lage
Es befindet sich nordöstlich des Marktplatzes der Stadt und gehört zum UNESCO-Weltkulturerbe. Im Quedlinburger Denkmalverzeichnis ist es als Adelshof eingetragen. Westlich grenzt das gleichfalls denkmalgeschützte Haus Bockstraße 4, östlich das Hagensche Freihaus an.

## Architektur und Geschichte
Zum Anwesen gehören zwei an der Bockstraße stehende Vorderhäuser. Das westliche Vorderhaus entstand in der Zeit um 1685 als dreigeschossiges Fachwerkhaus. Erbaut wurde es vom Quedlinburger Zimmermeister Andreas Rühle auf den die Inschrift ANDRAS RÜHLE ZIMMERMAN verweist. Die Fassade ist mit Pyramidenbalkenköpfen verziert. An der Stockschwelle befindet sich eine Inschrift. Das Portal ist im Stil des Rokoko gestaltet. Das erste Obergeschoss wurde im 18. Jahrhundert umgebaut. Die Ladenfassade des Erdgeschosses entstand um 1890.
Das östliche, viergeschossige Vorderhaus ist jüngeren Entstehungsdatums und stammt aus dem Jahr 1711. Das Erdgeschoss ist in massiver Bauweise errichtet. Es verfügt über ein Korbbogenportal in dessen Scheitel sich ein Wappen befindet. In der Mitte des 19. Jahrhunderts entstand der im neogotischen Stil erstellte Laden. Die oberen Geschosse sind in Fachwerkbauweise gefertigt. Die Gefache sind mit Zierausmauerungen versehen. Darüber hinaus bestehen Profilbohlen. Im Gebäudeinneren befindet sich eine Treppe aus der Zeit des Barock.
Seit 1797 befand sich in der Bockstraße 5 die Tuchwarenhandlung Ihlefeldt. Robert Ihlefeldt (1847–1914) hatte Therese Kramer (1857–1945), die Schwester des Tuchhändlers Wilhelm Albert Kramers geheiratet, der eine Tuchhandlung an der Adresse Markt 3 betrieb. Da auch ihr Bruder in die Familie Ihlefeldt einheiratete, entschloss man sich beide Unternehmen am Standort Markt 3 zu vereinen. Der dortige Neubau wurde 1896 fertiggestellt.
Ein Seitenflügel stammt ebenfalls aus dem 18. Jahrhundert. Der vermutlich ursprünglich als Speicher genutzte Flügel entstand als dreigeschossiges Fachwerkgebäude.